# Buhta Sinjaja
Die Buhta Sinjaja (Transliteration von russisch Бухта Синяя Buchta Sinjaja, deutsch ‚Blaue Bucht‘) ist eine Bucht an der Prinzessin-Astrid-Küste des ostantarktischen Königin-Maud-Lands.
Russische Wissenschaftler benannten sie.